# 222-es busz (Budapest)
A budapesti 222-es jelzésű autóbusz a Széll Kálmán tér és a Budakeszi, Honfoglalás sétány között közlekedik. A vonal érinti többek között a Szent János Kórházat, a Szépilona kocsiszínt, a Gyermekvasutat, az Országos Korányi Intézetet, és a Budakeszi temetőt. A vonalat 2014. július 15-étől a Volánbusz, 2025-től a MÁV Személyszállítási Zrt. üzemelteti.

## Története
A járat a 2008-as paraméterkönyv bevezetéskor indult el. A fővárosban a 22-es útvonalán halad, Budakeszin belül azonban a város északnyugati részét tárja fel. Budakeszi irányába a megszűnt 158-as busz kiváltására betér a Zalai út elnevezésű megállóhelyre is (a megálló jelenleg a Moholy-Nagy Művészeti Egyetem nevet viseli). A 22-es és a 222-es 2011. február 14-étől megáll a Városmajor nevű megállóban is. 2012-től Mindenszentek környékén a megnövekedett utasforgalom miatt megáll Budakeszi felé az ideiglenesen létesített Budakeszi temető megállóhelyen.
2012. december 10-étől Budapest felé is a megálló a Szanatórium utca (Vadaspark) elnevezést kapta. Ezzel egy időben hosszabbították meg a 22-es buszt és indult el a betétjárata 22A jelzéssel.
2019. május 11-étől a Gimnázium megállónál, Széchenyi utca (gimnázium) néven áll meg. A változtatást az ezen a napon induló 188-as busz hasonló elnevezésű budaörsi megállója indokolta.
2019 szeptemberében a budakeszi végállomását a Márity László út másik oldalára helyezték át. Ezen az oldalon a helyi általános iskola új épülete található.
2020. május 1-jén átadták a Budakeszi temető megállót, ezzel egy időben a Temető utca megállót megszüntették.
2021. augusztus 14-étől a 22-es buszcsalád járataira hétvégente és ünnepnapokon kizárólag az első ajtón lehet felszállni, ahol a járművezető ellenőrzi az utazási jogosultságot.

## Útvonala
| Budakeszi, Honfoglalás sétány felé |
| Széll Kálmán tér M vá. – Budapest, Margit körút – Széll Kálmán tér – Szilágyi Erzsébet fasor – Budakeszi út – Zugligeti út – Kuruclesi út – Budakeszi út – Budakeszi, Fő utca – Temető utca – Márity László út – Paplanhát út – Honfoglalás sétány – Márity László út – Budakeszi, Honfoglalás sétány vá. |
| Széll Kálmán tér felé |
| Budakeszi, Honfoglalás sétány vá. – Budakeszi, Márity László út – Temető utca – Fő utca – Budapest, Budakeszi út – Szilágyi Erzsébet fasor – Széll Kálmán tér – Margit körút – Széll Kálmán tér M vá. |

## Megállóhelyei
| 0                                       | Széll Kálmán tér M végállomás            | 24 | 5, 16, 16A, 21, 21A, 22, 22A, 39, 91, 102, 116, 128, 129, 139, 140, 140A, 149, 155, 156, 221 4, 6, 17, 56, 56A, 59, 59A, 59B, 61 781, 782, 783, 784, 785, 786, 787, 789, 791, 793, 794, 795 | Autóbusz-állomás, Metróállomás, Volánbusz-állomás, Mammut bevásárlóközpont |
| 2                                       | Városmajor                               | 21 | 56, 56A, 59, 59B, 60, 61 5, 22, 22A, 91, 155, 156 | Fogaskerekű-állomás                                                        |
| 3                                       | Szent János Kórház                       | 20 | 56, 56A, 59, 59B, 60, 61 22, 22A, 91, 128, 129, 155, 156 781, 782, 783, 784, 785, 786, 787, 789, 791, 793, 794, 795                                                                         | Szent János Kórház                                                         |
| 5                                       | Budagyöngye                              | 17 | 56, 56A, 59B, 61 22, 22A, 129, 291 781, 782, 783, 784, 785, 786, 787, 789, 791, 793, 794, 795                                                                                               |                                                                            |
| 6                                       | Szépilona                                | 16 | 22, 22A, 291 | Szépilona kocsiszín                                                        |
| 7                                       | Moholy-Nagy Művészeti Egyetem            | ∫  | 291 | Moholy-Nagy Művészeti Egyetem                                              |
| 7                                       | Kuruclesi út                             | 15 | 22, 22A, 291 781, 782, 783, 784, 785, 786, 787, 789, 791, 793, 794, 795 |                                                                            |
| 9                                       | Labanc út                                | 14 | 22, 22A |                                                                            |
| 10                                      | Bíróság                                  | 13 | 22, 22A | Bíróság                                                                    |
| 11                                      | Vízművek                                 | 12 | 22, 22A 781, 782, 783, 784, 785, 786, 787, 789, 791, 793, 794, 795 | Vízművek                                                                   |
| 12                                      | Dénes utca                               | 11 | 22, 22A 781, 782, 783, 784, 785, 786, 787, 789, 791, 793, 794, 795 |                                                                            |
| 13                                      | Bölcsőde                                 | 10 | 22, 22A | Bölcsőde, Óvoda                                                            |
| 14                                      | Irén utca                                | 10 | 22, 22A | Információs Hivatal                                                        |
| 15                                      | Szépjuhászné, Gyermekvasút               | 9  | 22, 22A 781, 782, 783, 784, 785, 786, 787, 789, 791, 793, 794, 795 Gyermekvasút | Gyermekvasút-állomás                                                       |
| 16                                      | Laktanya                                 | 8  | 22, 22A 795 | Laktanya                                                                   |
| 18                                      | Országos Korányi Intézet                 | 7  | 22, 22A 781, 782, 783, 784, 785, 786, 787, 789, 791, 793, 794, 795 | Országos Korányi TBC és Pulmonológiai Intézet                              |
| 19                                      | Szanatórium utca (Vadaspark)             | 6  | 22, 22A, 188E 781, 782, 783, 784, 785, 786, 787, 789, 791, 793, 794, 795 | Vadaspark                                                                  |
| Budapest–Budakeszi közigazgatási határa |                                          |    | |                                                                            |
| 20                                      | Erkel Ferenc utca                        | 4  | 22, 22A, 188E 781, 782, 783, 784, 785, 786, 787, 789, 791, 793, 794, 795 |                                                                            |
| 21                                      | Gyógyszertár                             | 3  | 22, 22A, 188E 781, 782, 783, 784, 785, 786, 787, 789, 791, 793, 794, 795 | Budakeszi gyógyszertár, Bölcsőde                                           |
| 22                                      | Széchenyi utca (gimnázium)               | 2  | 188, 188E 793, 794, 795 | Nagy Sándor József Gimnázium, Prohászka Ottokár Katolikus Gimnázium        |
| 22                                      | Budakeszi temető                         | 1  | 188, 188E 793, 794, 795 | Budakeszi Temető                                                           |
| 23                                      | Zichy Péter utca                         | 0  | 188, 188E | Pitypang Sport Óvoda                                                       |
| 24                                      | Budakeszi, Honfoglalás sétány végállomás | 0  | 188, 188E | Budakeszi Mosolyvár Bölcsőde, Budakeszi Széchenyi István Általános Iskola  |